# Royal Rumble (1988)
Royal Rumble 1988 fue la primera edición del Royal Rumble, un evento lucha libre profesional producido por la World Wrestling Federation (WWF). Tuvo lugar el 24 de enero de 1988 desde el Copps Coliseum en Hamilton, Ontario.
Distinto de los Royal Rumbles posteriores, este evento no se emitió en pago por visión y fue transmitido de forma especial en USA Network. Además el evento central del combate del Royal Rumble solo contó con 20 participantes, distinto de los posteriores, que cuentan con 30.

## Resultados
- Ricky Steamboat derrotó a Rick Rude por descalificación (17:16)
  - Rude fue descalificado por empujar al árbitro hacia Steamboat, mientras éste saltaba desde la tercera cuerda.
- The Jumping Bomb Angels (Noriyo Tateno y Itsuki Yamazaki) derrotaron a The Glamour Girls (Judy Martin y Leilani Kai) (w/Jimmy Hart) en un Two out of Three Falls Match ganando el Campeonato Femenino en Parejas de la WWF (15:21)
  - Martin cubrió a Yamazaki después de un "Alley Oop". (6:06)
  - Yamazaki cubrió a Kai con un "Sunset Flip". (8:21)
  - Tateno cubrió a Martin después de un "Double Missile Dropkick". (15:21)
  - Está es la primera y única vez que este título se defendió en el evento.
  - Está es la primera lucha de la división femenina en la historia del evento.
  - Hart interfirió a favor de Kai y Martin.
- Jim Duggan ganó el Royal Rumble match (33:10)
  - Jim Duggan eliminó finalmente a One Man Gang, ganando la lucha.
  - Este fue el primer Royal Rumble de la historia y el único de 20 Participantes
- The Islanders (Haku y Tama) derrotaron a The Young Stallions (Paul Roma y Jim Powers) en un Two out of Three Falls Match (15:27)
  - Roma perdió por cuenta fuera. (7:00)
  - Haku forzó a Roma a rendirse con un "Single Leg Boston Crab". (15:27)

## Royal Rumble entradas y eliminaciones

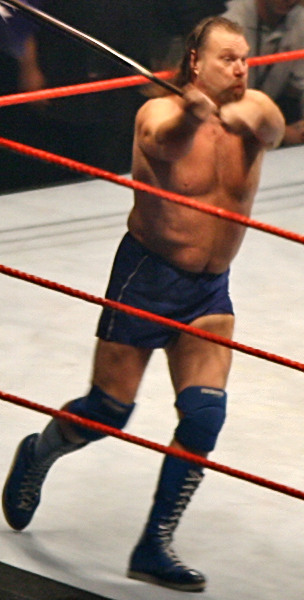
"Hacksaw" Jim Duggan, el ganador del primer Royal Rumble.

Un nuevo participante ingresaba cada 2 minutos.
| Entradas | Entradas             | Eliminado por | Eliminado por          | Tiempo |
| -------- | -------------------- | ------------- | ---------------------- | ------ |
| 1        | Bret Hart            | 8             | Muraco                 | 25:42  |
| 2        | Tito Santana         | 2             | Hart and Neidhart      | 10:41  |
| 3        | Butch Reed           | 1             | Roberts                | 3:18   |
| 4        | Jim Neidhart         | 6             | Hillbilly Jim          | 19:06  |
| 5        | Jake Roberts         | 10            | One Man Gang           | 21:52  |
| 6        | Harley Race          | 4             | Muraco                 | 10:03  |
| 7        | Jim Brunzell         | 5             | Volkoff                | 12:06  |
| 8        | Sam Houston          | 7             | Bass                   | 14:39  |
| 9        | Danny Davis          | 13            | Duggan                 | 17:51  |
| 10       | Boris Zhukov         | 3             | Roberts and Brunzell   | 2:33   |
| 11       | Don Muraco           | 17            | Bravo and One Man Gang | 16:16  |
| 12       | Nikolai Volkoff      | 11            | Duggan                 | 11:40  |
| 13       | Jim Duggan           | -             | Ganador                | 14:43  |
| 14       | Ron Bass             | 16            | Muraco                 | 10:14  |
| 15       | B. Brian Blair       | 9             | One Man Gang           | 5:50   |
| 16       | Hillbilly Jim        | 12            | One Man Gang           | 5:55   |
| 17       | Dino Bravo           | 18            | One Man Gang           | 8:12   |
| 18       | The Ultimate Warrior | 14            | Bravo and One Man Gang | 3:51   |
| 19       | One Man Gang         | 19            | Duggan                 | 6:50   |
| 20       | Junkyard Dog         | 15            | Bass                   | 2:08   |

## Otros roles
| Comentaristas - Vince McMahon - Jesse "The Body" Ventura Árbitros - Dave Hebner - Earl Hebner - Joey Marella | Entrevistadores - Gene Okerlund - Craig DeGeorge Otros - Howard Finkel - Anunciador - Jack Tunney - Presidente |